# Saint-Léger-aux-Bois (Sena Marítim)
Saint-Léger-aux-Bois és un municipi francès situat al departament del Sena Marítim i a la regió de Normandia. L'any 2007 tenia 480 habitants.

## Demografia

### Població
El 2007 la població de fet de Saint-Léger-aux-Bois era de 480 persones. Hi havia 186 famílies de les quals 36 eren unipersonals (12 homes vivint sols i 24 dones vivint soles), 65 parelles sense fills, 61 parelles amb fills i 24 famílies monoparentals amb fills.
La població ha evolucionat segons el següent gràfic:
Habitants censats

### Habitatges
El 2007 hi havia 209 habitatges, 188 eren l'habitatge principal de la família, 17 eren segones residències i 4 estaven desocupats. Tots els 207 habitatges eren cases. Dels 188 habitatges principals, 153 estaven ocupats pels seus propietaris, 29 estaven llogats i ocupats pels llogaters i 5 estaven cedits a títol gratuït; 9 tenien dues cambres, 22 en tenien tres, 64 en tenien quatre i 93 en tenien cinc o més. 149 habitatges disposaven pel capbaix d'una plaça de pàrquing. A 88 habitatges hi havia un automòbil i a 79 n'hi havia dos o més.

### Piràmide de població
La piràmide de població per edats i sexe el 2009 era:
| Homes | Edats   | Dones |
| ----- | ------- | ----- |
| 0     | 95 o +  | 0     |
| 0     | 90 a 94 | 0     |
| 4     | 85 a 89 | 8     |
| 8     | 80 a 84 | 8     |
| 4     | 75 a 79 | 20    |
| 20    | 70 a 74 | 16    |
| 16    | 65 a 69 | 12    |
| 8     | 60 a 64 | 12    |
| 8     | 55 a 59 | 12    |
| 16    | 50 a 54 | 8     |
| 8     | 45 a 49 | 8     |
| 24    | 40 a 44 | 16    |
| 24    | 35 a 39 | 16    |
| 12    | 30 a 34 | 20    |
| 16    | 25 a 29 | 8     |
| 4     | 20 a 24 | 4     |
| 20    | 15 a 19 | 12    |
| 12    | 10 a 14 | 4     |
| 16    | 5 a 9   | 24    |
| 8     | 0 a 4   | 8     |

## Economia
El 2007 la població en edat de treballar era de 278 persones, 219 eren actives i 59 eren inactives. De les 219 persones actives 191 estaven ocupades (108 homes i 83 dones) i 28 estaven aturades (14 homes i 14 dones). De les 59 persones inactives 23 estaven jubilades, 16 estaven estudiant i 20 estaven classificades com a «altres inactius».

### Ingressos
El 2009 a Saint-Léger-aux-Bois hi havia 192 unitats fiscals que integraven 482,5 persones, la mediana anual d'ingressos fiscals per persona era de 17.214 €.

### Activitats econòmiques
Dels 9 establiments que hi havia el 2007, 1 era d'una empresa de construcció, 4 d'empreses de comerç i reparació d'automòbils, 2 d'empreses de transport, 1 d'una empresa immobiliària i 1 d'una empresa classificada com a «altres activitats de serveis».
L'únic servei als particulars que hi havia el 2009 era una fusteria.
L'any 2000 a Saint-Léger-aux-Bois hi havia 14 explotacions agrícoles que ocupaven un total de 816 hectàrees.

## Equipaments sanitaris i escolars
El 2009 hi havia una escola maternal integrada dins d'un grup escolar amb les comunes properes formant una escola dispersa.

## Poblacions més properes
El següent diagrama mostra les poblacions més properes.